# 威尼斯花園 (佛羅里達州)
威尼斯花園（英語：Venice Gardens）是位於美國佛羅里達州薩拉索塔縣的一個人口普查指定地區。

## 地理
威尼斯花園的座標為27°04′14″N 82°24′28″W / 27.07056°N 82.40778°W，而該地最高點為海拔高度4米（即13英尺）。

## 人口
根據2010年美國人口普查的數據，威尼斯花園的面積為7.00平方千米，當中陸地面積為6.30平方千米，而水域面積為0.70平方千米。當地共有人口7104人，而人口密度為每平方千米1,014人。